# Multikulturnost na delovnem mestu
Multikulturnost na delovnem mestu se odraža v raznolikosti oz. heterogenosti zaposlenih na delovnem mestu glede na starost, spol, etnično pripadnost, fizične sposobnosti, raso in spolno orientacijo.  Pojavljanje vedno večje multikulturnosti na delovnem mestu sovpada s procesom globalizacije. 

## Multikulturne organizacije
Da se organizacija kvalificira za multikulturno, mora zadoščati določenim pogojem in posedovati določene karakteristike. Prva iz med njih je pluralizem oz. recipročna akulturacija - vse skupine morajo biti spoštovane in cenjene, prav tako pa morajo izkazovati pripravljenost, da se druga od druge učijo. Organizacija mora zagotoviti tudi strukturno integracijo vseh skupin, tako da so zastopane na vseh ravneh organizacije. Integrirane pa morajo biti ne le v formalne, temveč tudi v neformalne organizacijske mreže. Znotraj organizacije mora vladati odsotnost predsodkov in kakršnih koli oblik diskriminacije. Tako kot večinska populacija organizacije, morajo imeti tudi pripadniki manjšin možnost, da se identificirajo s cilji organizacije in da uspešno usklajujejo karierne in organizacijske cilje. Minimalizirani pa morajo biti tudi konflikti, ki izhajajo iz rase, spola, nacionalnosti ali drugih identitetnih skupin pripadnikov organizacije. 

## Ravni kulture v organizaciji
Kultura je v organizaciji večstopenjski konstrukt, saj se pojavlja na treh ravneh. Prva je raven posameznika ali mikro-raven, kjer so kulturne vrednote vsidrane v sebstvu vsakega posameznika. Njegova kulturna identiteta se oblikuje na podlagi demografskih in geografskih vplivov ter formalnih in neformalnih skupin znotraj katerih se posameznik giblje. Druga raven kulture v organizaciji se imenuje moštvena (timska) kultura ali mezo-raven in zaobjema skupinske norme vrednote ter norme. Najvišja raven kulture v organizaciji pa je organizacijska raven ali makro-raven, ki je opredeljena kot skupek kognicij, ki si jih delijo pripadniki socialne enote, v tem primeru organizacije, in se odražajo v organizacijskih vrednotah, vedenjskih normah in vzorcih vedenja, ki si jih delijo vsi pripadniki organizacije.  
Medkulturna problematika se na različnih ravneh organizacije odraža različno. Na mikro-ravni se lahko pokaže kot spolno nadlegovanje, na mezo-ravni kot neproduktivnost delovnega tima zaradi rasne segregacije, na makro-ravni pa kot strukturna neenakost in depriviligiranost določenih socialnih skupin. 

## Multikulturnost in konkurenčnost organizacij
Eden najučinkovitejših pristopov k multikulturnosti je »cenjenje raznolikosti«, ki omogoča, da organizacije produktivno izkoristijo raznolikost in z njeno pomočjo večajo svojo tržno konkurenčnost. Ta pristop ima pozitivne učinke na različnih področjih. 

### Stroški
Ženske in etnično-rasne manjšine imajo pogosto nižje zadovoljstvo z delom in so zaradi bolniških dopustov več odsotne. Organizacije, ki ustvarjajo multikulturnosti prijazno okolje (npr. nosečnicam prijazno okolje), uživajo manj odsotnosti zaradi bolniških dopustov, njihovi delavci (tudi noseče ženske in pripadniki etnično-rasnih manjšin) pa so bolj motivirani za delo, bolj produktivni in bolj pripravljeni delati nadure. Delavci so tudi bolj zadovoljni z delom in manj frustrirani. Zaradi vseh teh faktorjev imajo multkulturnosti prijazna podjetja manjše stroške, kot tista, ki problematiki kulturne raznolikosti ne posvečajo pozornosti. 

### Pridobivanje virov
Organizacije se vsakodnevno spopadajo z vprašanjem, kako privlačiti in obdržati dobro delovno silo iz različnih demografskih skupin. Z naraščanjem števila žensk in pripadnikov etnično-rasnih manjšin morajo namreč zaposliti čim več delavcev tudi iz teh demografskih skupin. V tem procesu je ena najpomembnejših komponent prepoznavnost – podjetja, ki so prepoznavna po tem, da vlagajo v določeno demografsko skupino (npr. matere, etnično-rasne manjšine, itd.), dobivajo več prijav na delovna mesta s strani pripadnikov teh demografskih skupin. 

### Oglaševanje
Tudi ta prednost multikulturnosti se nanaša na prepoznavnost. Podjetja, ki so poznana po multukulturnosti, ne privlačijo le dobre delovne sile, ki ceni raznolikosti prijazmo klimo, temveč tudi potencialne stranke. Stranke lahko privlači že sama slika multikulturne organizacije, bolj privlačni pa so lahko tudi produkti take organizacije. Če v oblikovanju produkta namreč sodelujejo pripadniki različnih demografskih skupin, je produkt najverjetneje primeren za širšo in bolj heterogeno ciljno skupino. 

### Ustvarjalnost
Kulturna raznolikost in heterogenost delovnih skupin pripomore tudi k večji kreativnost in inovativnosti delovnih skupin. Najbolj inovativne organizacije imajo izoblikovane celo strategije oblikovanja čim bolj heterogenih skupin, da oblikujejo »tržnico« idej, ki je posledica različnih gledišč in mnenj.

### Sistem fleksibilnosti
Učinkovito upravljanje z ustvarjalnostjo poveča organizacijsko fleksibilnost na dveh področjih. Prvo je področje kognitivne fleksibilnost – nekatere raziskave kažejo, da je slednja bolj razvita pri ženskah in etnično-rasnih manjšinah. Ženske imajo višje razvito toleranco za večpomenskost, ki je tesno povezana s faktorji kognitivne fleksibilnosti (npr. večjezičnost) in sposobnostjo opravljanja več opravil hkrati. Fleksibilnost organizacij pa se poveča tudi z večjo pojavnostjo različnih glediščnih točk in mnenj, ki botruje splošni organizacijski odprtosti za nove ideje in različna mnenja. 

## Multikulturnekompetence
Zaradi globalizacije se v organizacijah izraža vedno večja potreba po tem, da znajo voditelji upravljati s kulturno raznolikostjo.»Kultura« znotraj govora o multikulturnih kompetencah, označuje vsako karakteristiko posameznika, ki vpliva na njegovo občutenje svoje identitete, zaznavanja, stališč in vedenja. Specifična znanja in spretnosti, ki se vežejo na upravljanje s temi karakteristikami in interakcijami znotraj delovnega konteksta imenujemo kulturne kompetence. Širša definicija zajema sposobnost učinkovitega odzivanja na izzive in priložnosti, ki jih poraja prisotnost socialno-kulturne raznolikosti znotraj določenega socialnega sistema. V organizacijah je razvitost teh kompetenc dobrodošla zaradi konkurenčne prednosti, ki jo prinaša kulturna raznolikost, poleg tega pa diskriminacija in intergrupne napetosti povzročajo anksioznost, nižje blagostanje in nižjo produktivnost delavcev. Nekatere raziskave so pokazale, da so multikulturne sposobnosti dandanes eden izmed najpomembnejših napovednikov uspešnosti organizacije.   

### Kulturna inteligentnost
Nujen pogoj za to, da se posameznik v medkulturnih situacijah znotraj organizacije lahko vede kongruentno in učinkovito, je razvita osebna kulturna inteligenca, ki jo sestavljajo štiri komponente :
- metakognitivna inteligentnost – sposobnost pridobivanja kulturnega znanja, prepoznavanja kulturnih predpostavk (ideje, ki so v določeni kulturi pogoste in splošno sprejete), razumevanja kulturnih norm in zaznavanja kulturnih preferenc drugih ljudi med interakcijami,
- kognitivna inteligentnost – poznavanje ekonomskih in zakonskih predpisov ter vrednot in socialnih sistemov znotraj različnih kultur in subkultur,
- motivacijska inteligentnost – intrinzična želja po spoznavanju in upravljanju z medkulturnimi razlikami in zaupanje v lastne sposobnosti pri tem,
- vedenjska inteligentnost – sposobnost primernega verbalnega in neverbalnega vedenja v interakcijah s pripadniki različnih kultur. 

### Razvoj multikulturnih kompetenc
Za razvoj multikulturnih kometenc se uporablja trening raznolikosti, ki temelji na (socialno) psiholoških teorijah raznolikosti. Slednje so hipoteza kontakta, psihološki privilegij, moderni rasizem in razvoj etnične identitete. 
Tradicionalno se za razvoj multikulturnih kompetenc uporablja klasični trening raznolikosti, ki je usmerjen predvsem v spodbujanje zavedanja o medskupinskih razlikah in stereotipih. Vendar je ta pristop na račun svoje površnosti in kratkotrajnosti deležen mnogih kritik  – nekaj dnevni ali nekaj urni trening nima moči, da bi spremenil stališča, prepričanja in predsodke ljudi in dosegel trajno pozitivno spremembo v organizacijski kulturi. 
Danes podporo psihološke stroke uživajo učinkovitejši dolgotrajni treningi raznolikosti, ki so v večji meri utemeljeni na (socialno) psiholoških teorijah. Od klasičnih treningov raznolikosti se razlikujejo predvsem v tem, da se problema lotijo bolj poglobljeno in da imajo cilje zastavljene dolgoročno. Njihovi glavni cilji so:
- spodbujanje razumevanja problematike diskriminacije pri zaposlenih in spodbujanje zaposlenih, da zavzemajo aktivno vlogo pri podpiranju posameznikov, ki so žrtve diskriminacije,
- odprto in temeljito spopadanje s problemi raznolikosti,
- doseganje večje zastopanosti manjšin v organizaciji,
- sprejemanje pravičnih in nepristranskih odločitev. 
Pomemben element novejših treningov raznolikosti je tudi tri fazni pristop h gradnji multikulturnih kompetenc, ki prispeva k temu, da so učinki takih treningov dolgotrajnejši in pri zaposlenih bolj ponotranjeni. Faze so: zavedanje o problematiki, razvijanje spretnosti za spopadanje s težavami, ki so posledica problematike in načrtovanje, oz. urjenje zaposlenih pri tem, da aktivno planirajo svoje vedenje in intervenirajo, ko so priča diskriminatornim praksam v organizaciji. 

### Čustvena inteligenca
Chrobot-Mason in Leslie sta pokazala, da je eden izmed pomembnejših napovednikov multikulturnih kompetenc tudi čustvena inteligentnost. Direktorji, ki imajo višjo čustveno inteligentnost ter bolje upravljajo s stresom in medosebnimi odnosi, imajo tudi bolj razvite medkulturne kompetence. Taki posamezniki imajo boljše predispozicije za upravljanje z razlikami med zaposlenimi in minimaliziranje intergrupnih konfliktov, prav tako pa učinkoviteje promovirajo sodelovalnost in skupinsko delo. Vse to pa so pomembni elementi učinkovitega in delavcu prijaznega multikulturnega delovnega okolja. 

## Multikulturnost indiskriminacija na delovnem mestu

### Negativna diskriminacija
Diskriminacija na delovnem mestu se manifestira kot krivična obravnava delavcev in potencialnih delavcev zaradi njihove pripadnosti določeni skupini.  Zakon o delovnih razmerjih v Sloveniji prepoveduje diskriminacijo na podlagi narodnosti, rase ali etničnega porekla, nacionalnega ali socialnega porekla, spola, barve kože, zdravstvenega stanja, imvalidnosti, vere ali prepričanja, starosti, spolne usmerjenosti, družinskega stanja, članstva v sindikatu, premoženjskega stanja ali druge osebne okoliščine.  Čeprav diskriminacija danes zavzema nekoliko bolj subtilne oblike kot nekdaj, je v delovnem okolju še vedno pogosto prisotna. 
Za diskriminacijo morajo organizacije plačati tudi svojo ceno. Zaradi strahu pred posledicami (izguba službe, neodobravanje s strani sodelavcev, izguba napredovanja, itd.), žrtve diskriminacije pogosto ne prijavijo, kljub temu, da posledice utrpijo tako na zdravstvenem, kakor tudi na psihičnem področju. Škode pa ne utrpijo le neposredne žrtve, temveč tudi delavci, ki so diskriminaciji priča. Slednji poročajo o nižjem blagostanju in upadu organizacijskih sposobnosti. 
Na podlagi Tajfeleve in Turnejeve teorije socialne identitete ločimo dve strategiji, ki ju uporabljajo žrtve negativne diskriminacije, da se z njo spopadajo. Prva je menjanje identitete, druga pa redefinicija identite. Obe strategiji sta kratkoročno učinkoviti, vendar lahko na dolgi rok povzročita veliko negativnih posledic, zato je nujno, da se organizacije aktivno spopadajo s problemom diskriminacije. 
Menjanje identitete
Menjanje identitete je strategija za spopadanje z diskriminacijo na delovnem mestu, pri kateri posameznik zamenja svojo socialno identiteto. V različnih socialnih situacijah isti ljudje zavzemamo različne socialne vloge in različne socialne identitete. Posameznik ima tako več identitet, ki se izrazijo v različnih situacijah (isti posameznik je med sodelavci lahko poznan po tem, da je »gej«, ena socialna identiteta, med prijatelji pa je poznan po tem, da je zavzet »športnik«, druga socialna identiteta).  Glavna procesa pri menjanju identitete sta zmanjševanje pomena diskriminirane identitete (npr. »gej«) in rekategorizacija z bolj pozitivno vrednoteno identiteto (npr. »športnik«). Prvi proces poteka na način, da posameznik na delovnem mestu skriva identiteto zaradi katere je lahko diskriminira in ji daje čim manjšo vrednost (npr. skriva svojo spolno usmerjenost). Pozitivne posledice menjanja identitete so predvsem kratkoročne, saj na kratek rok pomagajo zaščititi posameznikovo samopodobo. Hkrati pa je ta strategija na daljši rok škodljiva, saj zakrivanje določenih komponent lastne identitete lahko vodi v depresijo, višanje ravni stresa, višanje možnosti za rakava obolenja in slabše kognitivno delovanje. Zaradi nestabilne podobe sebe pa se posameznikom, ki uporabljajo to strategijo zniža tudi spošno blagostanje. 
Redefinicija identitete
Druga strategija za spopadanje z negativno diskriminacijo pa je redefinicja identitete, pri kateri žrtve preoblikujejo identiteto, zaradi katere so tarča diskriminacije. Diskriminirano identiteto se trudijo povezati s pozitivnimi lastnostmi in zmanjšati njeno povezavo z negativnimi stereotipi. Primer so diskriminirani starejši zaposleni, ki bodo poudarjali pozitivne lastnosti svoje starosti – zvestobo delodajalcu, bogate izkušnje, itd., hkrati pa bodo skušali zmanjšati povezavo med sabo in negativnimi stereotipi o neučinkovitosti, neučljivosti, itd., starejših ljudi. Tudi redefinicija identitete je kratkoročno učinkovita predvsem na področju zaščite samopodobe pred negativnimi posledicami diskriminacije. Posamezniki, ki uporabljajo to strategijo so zaradi njenih pozitivnih psiholoških učinkov tudi bolj delovno učinkoviti. Negativne posledice redefinicije identitete pa posameznik utrpi predvsem znotraj manjšine, ki ji pripada in katere identiteto je spreminjal. Asertivne in agentne ženske bodo tako lahko kljub svoji uspešnosti na delovnem mestu trpele, ker bodo smatrane za manj ženske in neprijazne. Dolgotrajna uporaba te strategije pa je lahko negativna tudi zaradi možnosti, da se posameznik popolnoma deidentificira s svojo socialno skupino, kar lahko povzroči izgubo socialne mreže in čustvene podpore. 

### Pozitivna diskriminacija
Pozitivna diskriminacija predstavlja strukturno intervenco v delovni proces, katere namen je, da pripomore k večji enakopravnosti in pravičnosti med različnimi socialnimi skupinami v delovnem okolju. Poudarja prepoznavanje karakteristik, kot so spol, rasa ali etnična pripadnost, nezmožnost ali invalidnost, religija, spolna usmerjenost in starost, ki vplivajo na to, da so posamezniki, s temi karakteristikami brez svoje krivde podvrženi strukturno slabšim pogojem pri delu. Namen pozitivne diskriminacije je, da znotraj formalnih procesov spodbuja sprejemanje odločitev na podlagi ozaveščenosti o neenakih možnostih, ki so jim podvržene ranljive socialne skupine. 
Glavno vprašanje, s katerim se spopada problematika pozitivne diskriminacije je, na kakšen način zagotoviti, da bodo prikrajšane skupine lahko kompenzirale za strukturne neenakosti in dobile enake priložnosti kot priviligirane skupine. Kritiki koncepta pozitivne diskriminacije kot rešitev navajajo neo-liberalni sistem, ki predpostavlja, da je prost trg delovne sile zagotovilo enakosti. Vendar pa izračuni Komisije za enakost in človeške pravice (2008) predvidevajo, da bi glede na trenutno hitrost sprememb znotraj neo-liberalnega sistema potrebovali več kot 70 let, da bi dosegli enako število ženskih direktorjev kot moških v velikih podjetjih. Zato je nujno potrebna zavestna in v strukturne probleme usmerjena obravnava in borba za hitrejše spremembe, kar pooseblja koncept pozitivne diskriminacije. 

## Organizacijski pristopi k obravnavi multikulturnosti
Pristopi k obravnavi kulturne raznolikosti znotraj organizacij se razlikujejo predvsem glede na to, v kolikšni meri se priznavajo razlike med različnimi socialnimi skupinami.  Organizacijski pristop odločilno vpliva na to, koliko in na kakšen način se organizacija uskvarja s problemom diskriminacije in ranljivih skupin. Najpogostejša pristopa sta »color-blind« in multikulturni pristop. 

### "Color-blind" pristop
Pristop se imenuje »slep«, saj diskriminacijo skuša eliminirati s tem, da razlik med skupinskimi identitetami ne priznava, oziroma jih ignorira. Tesno se povezuje z načelom meritokracije, saj poudarja pomen individualnih dosežkov in se ne ukvarja s problematiko strukturno depriviligiranih socialnih skupin. Ker ne priznava socialnih idenitet, taka organizacijska politika svojim zaposlenim onemogoča, da bi se identificirali kot žrtve diskriminacije in jim s tem onemogoča, da bi se s tem problemom konstruktivno spopadli. Žrtve diskriminacije v organizacijah, ki uporabljajo ta pristop, težje uporabljajo strategijo menjanja identitete, saj organizacija ne proznava obstoja različnih socialnih identitet.  
Zagovorniki tega pristopa upajo, da bodo z obravnavo vseh zaposelnih glede na enake standarde eliminirali pristranskost do manjšin. Ne upoštevajo pa dejstva, da je vedenje, ki je v organizaciji zaželeno in nagrajeno, pogosto posledica norm in vrednot dominantne socialne skupine. Te norme namreč določajo standarde za vedenje in presojanje vseh zaposlenih, tudi tistih, ki niso pripadniki dominantne socialne skupine.

### Multikulturni pristop
Za razliko od »slepega«, multikulturni pristop poudarja in ozavešča razlike med socialnimi identitetami in skupinami. Organizacija s tem pristopom svoje zaposlene spodbuja, da se o medkulturnih razlikah učijo in jih sprejemajo. Ta spodbuda lahko poteka prek seminarjev, mentorskih skupin ali delavnic. Za učinkovitost multikulturnega pristopa pa morata biti izpolnjena dva pogoja. Prvi je, da  zaposleni učenje o medkulturnih razlikah uporabijo za to, da se hkrati učijo tudi o različnih vidikih svojega dela. Drugi pogoj pa je, da organizacija pri poudarjanju razlik med zaposlenimi kot pozitivne vrednote, vključuje tudi večinske in ne le manjšinske skupine. Negativna stran multikulturnega pristopa je namreč, da se lahko pripadniki večinskih skupin počutijo manj spoštovane in zapostavljene, ter imajo občutek, da so pripadniki manjšinskih skupin obravnavani prednostno. To pripomore h kontraproduktivnemu učinku, saj lahko poveča sovražno vedenje do manjšin. V takih organizacijah žrtve diskriminacije težje uporabljajo strategijo redefinicije identitete, saj so specifične značilnosti različnih socialnih identitet zelo poudarjene. Prav tako ta pristop lahko utrjuje stereotipe o manjšinah. 

## Multikulturno organizacijsko svetovanje
Multikulturno organizacijsko svetovanje (ang. Multicultural Organizational Consultation, MOC) je vrsta organizacijskega svetovanja, ki ga izvajajo psihologi in katerega glavni predmet zanimanja je vpliv rase, kulture, etnične pripadnosti, spola in spolne usmerjenosti na posameznika, organizacijo in celotno družbo. MOC se osredotoča na organizacijski multikulturni razvoj, katerega primarni cilj je v organizacijah vzpostaviti in ohranjati sistem enakovredne dostopnosti in enakovrednih možnosti. To odraža njegovo utemeljenost na perspektivi socialne pravičnosti, ki ima močne socialno-politične konotacije in priča o tem, da MOC ni in ne more biti vrednotno nevtralen. Organizacijam pomaga pri razumevanju pomena multikulturnosti in kulturne raznolikosti ter različnih oblik pristranskosti in diskriminacije, ki se odražajo na nivoju posameznikov in na nivoju celotnih organizacij. Organizacije spodbuja k refleksiji lastnih politik, praks in organizacijskih struktur, ki so lahko za socialno pravičnost ogrožujoče. Za doseganje tega cilja pa je potrebno prevpraševati razmerja moči in privilegije v organizacijah in izvajati spremembe, ki minimalizirajo strukturno diskriminacijo v organizacijah. 